# گابی تافت
گابی تافت (به انگلیسی: Gabbi Tuft) (زادهٔ ۱ نوامبر ۱۹۷۸) یک کشتی‌گیر حرفه‌ای آمریکایی است که با نام تایلر رکس (به انگلیسی: Tyler Reks)، در مسابقات کشتی حرفه‌ای شرکت می‌کند. رکس از سال ۲۰۰۷، تاکنون در این رشته و در مسابقات نوع راو فعال بوده است.

گابی تافت در مارس ۲۰۲۳

در تابستان ۲۰۱۹ او یک عمل جراحی قلب باز انجام داد.

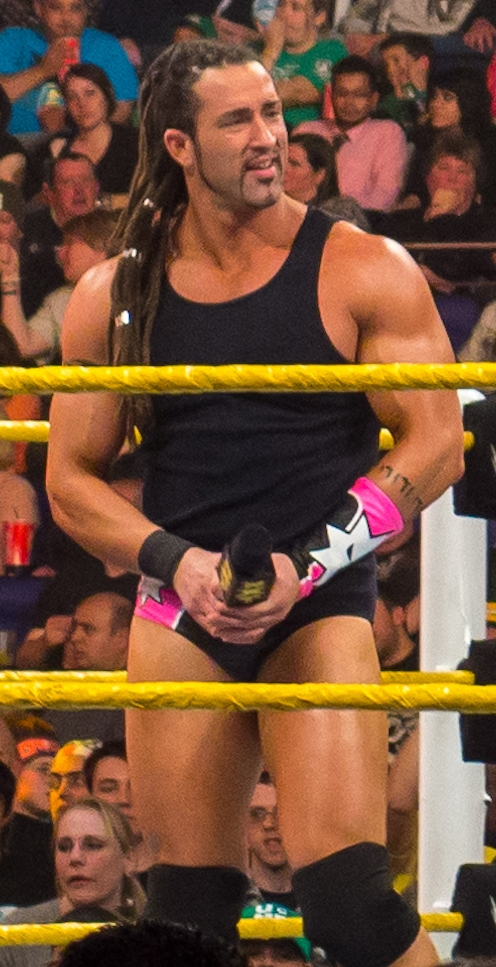
گابی تافت در آوریل ۲۰۱۲

او در ۴ فوریه ۲۰۲۱ آشکار کرد که یک زن ترنس است.